# 對梁振英的負面稱呼
梁振英的反對者（例如雨傘運動示威者）對於梁振英的稱呼有689、路姆西（Lufsig）、港獨之父、狼震鷹等。

## 689
時任立法會議員黃毓民在2012年一次問答大會中以「689」一詞作為對梁振英的衊稱，其後令很多不滿梁振英的人亦跟隨以「689」一詞稱呼梁振英。「689」一詞的來源為諷刺梁振英在2012年香港特別行政區行政長官選舉中得689票的低票當選行政長官，亦諷刺其「冇柒用」（一無是處之意。6、8、9數字排序上欠缺7）。之後在2016年中華民國總統選舉中蔡英文以過689萬票當選中華民國總統。其得票數亦被香港網民拿來與梁振英作比較，諷刺梁振英比蔡英文的得票足足少一萬倍。然而，部分親建制派及支持梁振英政府人士及團體對於「689」這個稱呼頗有微言。其中2015年的渣打馬拉松，體育用品贊助商Puma香港將印了編號「D7689」的號碼布放上Facebook。此舉獲得不少香港網民讚好，但相對地亦引來了「愛港行動」群組不滿。結果被政治立場親梁振英政治集團「愛港行動」向Puma投訴的同時更表明該號碼布是侮辱了梁振英，並要求Puma解釋是否有政治目的。最後Puma妥協，把該號碼布移除。不過此舉卻惹來不少香港網民指摘及表示失望，聲言發起杯葛其品牌行動。
2016年12月10日，行政長官梁振英宣布不競逐連任後，多間商店推出以「689」為題的優惠吸引客人。本地食肆「心燒食堂」在Facebook專頁表明「送汽酒，狂賀689棄走」，向侍應喊一句「我要689酒」，即送意大利氣酒一杯。Hong Kong Movie手機應用程式及Facebook專頁推出價值$68.9「『餞狼300』聖誕奇趣盒」。

## 路姆西
另外，2013年12月7日，梁振英到北角出席施政報告和財政預算案諮詢論壇時，社民連成員陳德章把從宜家購買的毛公仔「路姆西」（Lufsig）擲向特首梁振英，寓意要他下台。結果「路姆西」熱爆全港，令香港賣斷市，消息更傳到海外，成為國際新聞。丟路姆西事件無心插柳，身份投射和譯名，加上對政府的不滿種種巧合，引發了失控的購買行為，使路姆西成為反政府的象徵。
2013年12月11日，瑞典宜家正式將「路姆西」改名為「路福西」。梁振英的網誌上載一張與「路姆西」合照，這篇網誌以「與狼共桌」為題，表示知道這隻公仔近期爆紅，網下熱賣、網上熱炒，證明港人創意無限。他亦很欣賞銷售商以此作為助學籌款之用，所以特別買了一隻，送給女兒既做善事，又可以哄女兒開心，作為提前送的聖誕禮物。

## 港獨之父
由於有評論認為香港的港獨派是由梁振英在雨傘革命後自導自演逼迫而生用以自重，自2015年起，梁振英被包括立場被指較為親中共的成報在內的各大傳媒冠以「港獨之父」之名。

## 外部連結
- 香港網絡大典中對689一詞的語源及相關事件記載（页面存档备份，存于）